# Rani snijeg u Münchenu (1984.)
Rani snijeg u Münchenu, hrvatski dugometražni film iz 1984. godine.